# Johann Ludwig von Savoyen
Johann Ludwig von Savoyen (auch Gianluigi di Savoia; * 16. Februar 1447 in Genf; † 7. Juli 1482 in Turin) war Administrator des Erzbistums Tarentaise und des Bistums Genf.

## Leben
Johann Ludwig wurde am 16. Februar 1447 in Genf geboren und war der Sohn von Herzog Ludwig von Savoyen und der Anna von Zypern, Tochter des Königs Janus von Zypern. Papst Nikolaus V. verlieh ihm 1451 die Benefizien Payerne und Romainmôtier, die bereits sein Großvater Felix V. innehatte. 1456 wurde er als Nachfolger seines Bruders Peter Administrator des Erzbistums Tarentaise und 1460 nach Genf versetzt. Trotz zahlreicher Benefizien wurde er nie geweiht. Johann Ludwig schloss 1477 einen Burgrechtsvertrag mit Genf sowie mit Freiburg und Bern. Im Jahr 1482 wurde er Generalstatthalter des Piemont.
Er starb am 7. Juli 1482 in Turin.